# GOES 12
El GOES 12, conegut com a GOES-M abans d'entrar en servei, va ser un satèl·lit meteorològic operat per la National Oceanic and Atmospheric Administration dels Estats Units com a part del sistema Geostationary Operational Environmental Satellite. Va ser llançat en el 2001, i des de l'abril de 2010 que es troba en òrbita d'espera. Abans de l'espera, estava operant en la posició GOES-EAST, proporcionant la cobertura de la costa est dels Estats Units.

## Llançament

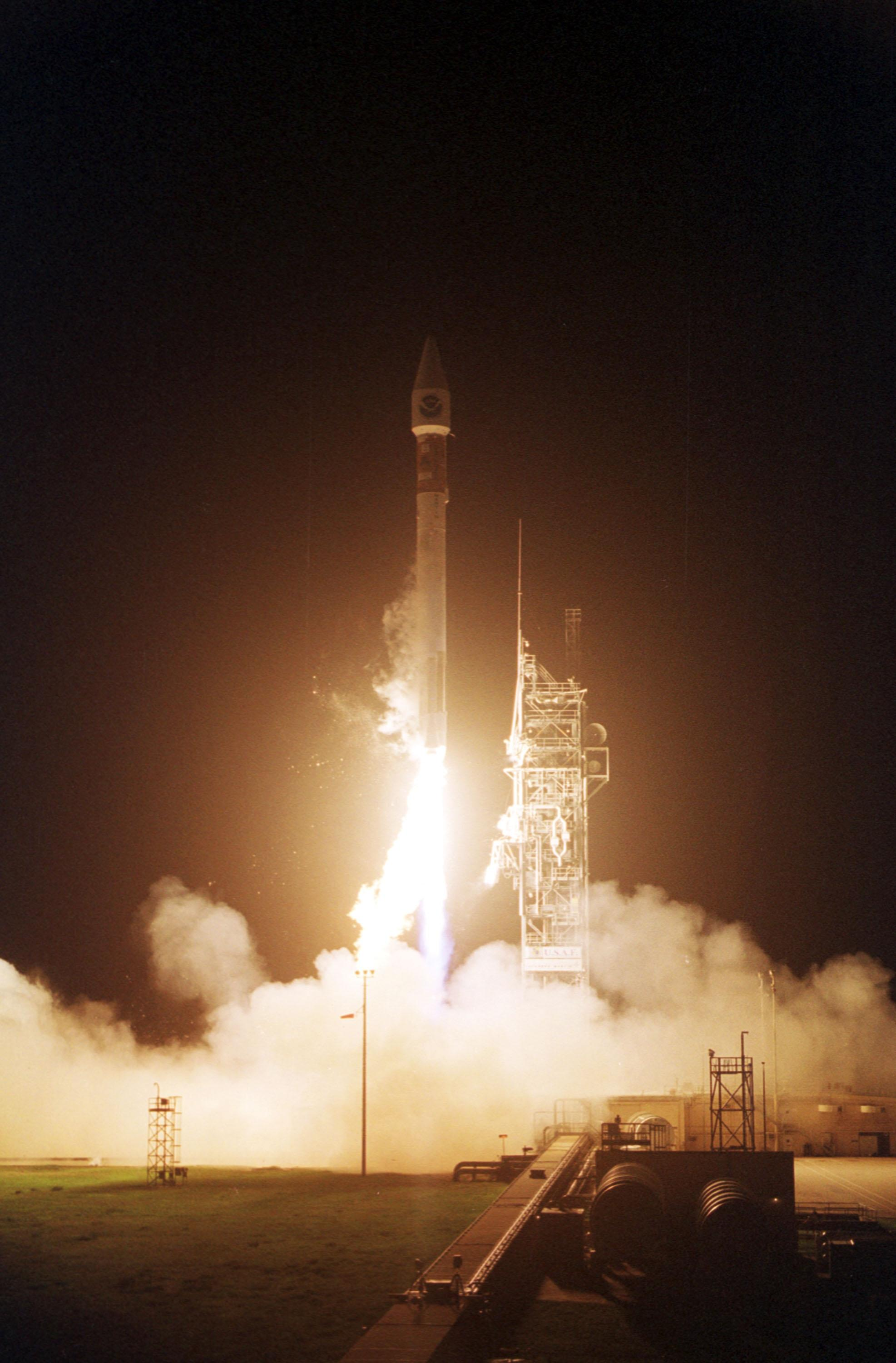
Llançament del GOES 12

El GOES-M va ser llançat des d'un coet Atlas IIA de International Launch Services, enlairant-se des del Space Launch Complex 36A al Cape Canaveral Air Force Station. El llançament es va produir a les 07:23 GMT del 23 d'agost, havent estat prèviament retardat amb vuit dies; set causa d'una fallada del controlador a la segona etapa del coet portador, i un per assegurar que un llamp al SLC-36B no havia causat cap dany al coet. En el llançament, el satèl·lit tenia una massa de 2.279 kg, i una estimada de vida útil operacional de cinc anys, tot i que porta combustible durant més temps. Va ser construït per Space Systems/Loral, basat en el model de satèl·lit LS-1300, i va ser l'últim dels cinc satèl·lits GOES-I de la sèrie que es van llançar.

## Operacions
Després del llançament, es va posicionar en òrbita geoestacionària a una longitud de 90° Oest, on va ser sotmès a proves en òrbita, i es va emmagatzemar a continuació fins que va ser necessari per substituir un satèl·lit operacional. Va servir com a recanvi en òrbita fins al 2003, quan va ser mogut per reemplaçar al GOES 8, un satèl·lit més vell que, tot i que segueix en funcionament, s'hauria quedat sense combustible abans de finals d'any. Encara el GOES 11 va ser la reserva en línia per l'activació, el GOES 12 es va utilitzar en lloc per tal de provar el Solar X-ray Imager. El Solar X-ray Imager va fallar a l'abril de 2006.

## Problemes de l'impulsador
Des del desembre de 2007, el GOES 12 ha patit tres fuites de propulsor durant les maniobres d'ajust orbital, dos dels quals van donar lloc a interrupcions importants. El primer es va produir el desembre de 2007, durant una maniobra anual per reduir la inclinació de l'òrbita del satèl·lit. El propulsor defectuós va ser tancat, i el satèl·lit va ser retornat a la seva posició per mitjà del que es pensava en el moment de ser un propulsor de recanvi. Més tard es va descobrir que els propulsors principals i de suport van estar connectats a l'inrevés, de manera que havia canviat en realitat des del sistema de suport per al sistema primari, però aquest es creu que estar relacionat amb el fracàs. Durant aquest tall de llum, el GOES 10, un satèl·lit jubilat que s'havia mantingut en òrbita per a proveir cobertura de l'Amèrica del Sud, va tornar breument al servei per cobrir el GOES 12.
Una altra apagada es va produir el 14 de desembre de 2008, quan un empenyedor inactiu va filtrar, enviant el satèl·lit fora de control. El satèl·lit en òrbita de recanvi, el GOES 13, es va posar en línia en cas que eñ GOES 12 ha d'haver de ser substituït, i es va fer càrrec de les imatges del seu lloc d'emmagatzematge en 105° Oest mentre que el problema estava sent investigat. El problema es va aclarir diverses setmanes després, i el satèl·lit es va retornar a l'estat operatiu en el 5 de gener de 2009, amb el GOES 13 es va retornar en òrbita d'emmagatzematge.
Des de llavors, s'han produït diverses fuites, però cap ha afectat les operacions. Durant una fuita el maig de 2009, el satèl·lit GOES 13 es va activar de nou, però, no va tenir necessitat de fer-se càrrec de les operacions. A causa dels problemes dels impulsors, el GOES 12 va ser substituït pel GOES 13 en la posició GOES-EAST. El GOES 12 segueix sent operatiu, però en espera.